# 铜录坊
铜录坊，又名铜绿坊，位于江西省上饶市婺源县（旧属安徽省徽州府）秋口镇李坑村。建于清代中叶。因第一代主人李有诚在安徽芜湖经营杀虫剂铜绿生意起家，建造此宅而得名。铜绿坊仍由原主人后代居住。
李有诚之孙李聘如曾因吸食鸦片将铜绿坊典出，曾孙李进善在江西南丰经营烟草，重振家业，又重新典回铜录坊。
铜绿坊宽敞宏大，前后三进四天井。李为自己捐了儒学正堂的功名，因此模仿官厅的建筑格局，设中堂门（仪门）。其内部陈设奢华，雕梁画栋，有德国进口的玻璃镜。
铜录坊已作为李坑古建筑群的子项目，列为上饶市文物保护单位。